# Avloppssvamp

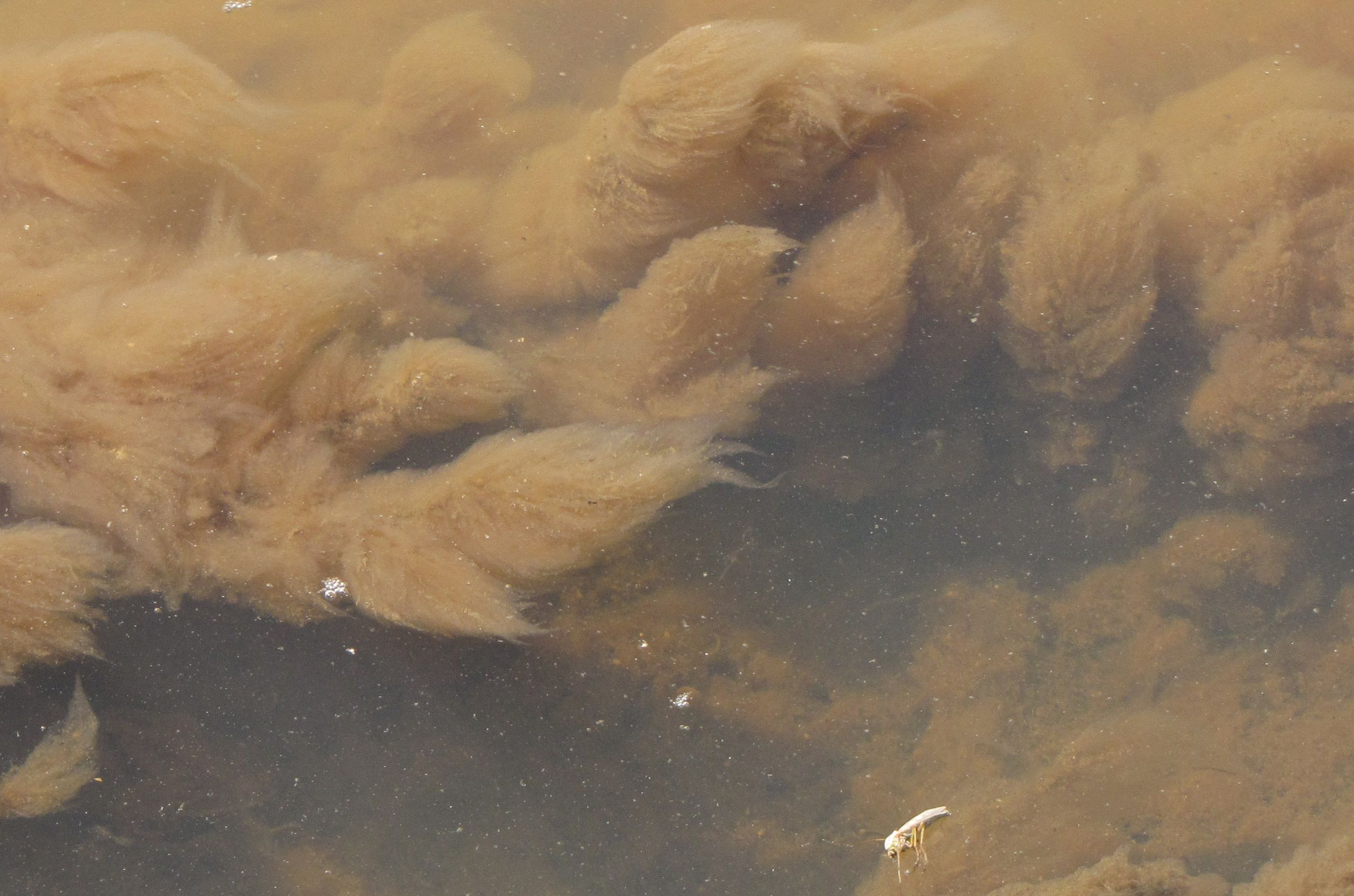
Avloppssvamp, främst bildad av Sphaerotilus natans.

Avloppssvamp är trots namnet ingen svamp utan en ansamling av mikroorganismer i avloppssystem eller i sötvattenansamlingar som är rik på organiska ämnen. Avlagringen syns som ett lager av slem med vit eller ljusbrun färg. Den vanligaste organismen i avloppssvamp är bakterien Sphaerotilus natans.